# Vehmaa
Vehmaa (Zweeds: Vemo) is een gemeente in de Finse provincie West-Finland en in de Finse regio Varsinais-Suomi. De gemeente heeft een landoppervlakte van 188,88 km² en telt 2.228 inwoners (2022). In Vehmaa wordt een bekende Finse graniet gedolven.

## Geboren in Vehmaa
- Albin Stenroos (1889-1971), langeafstandsloper

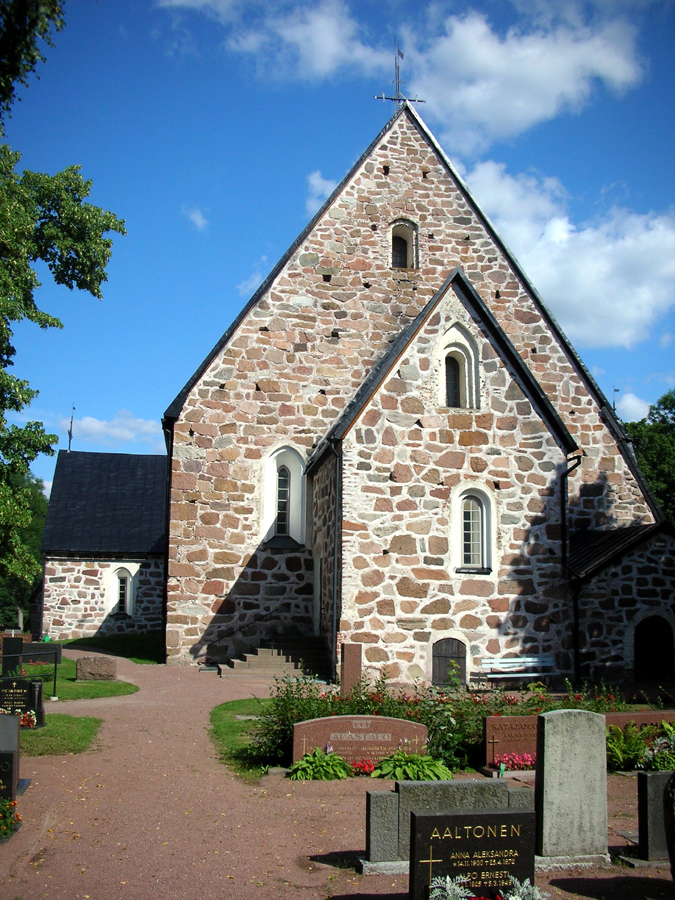
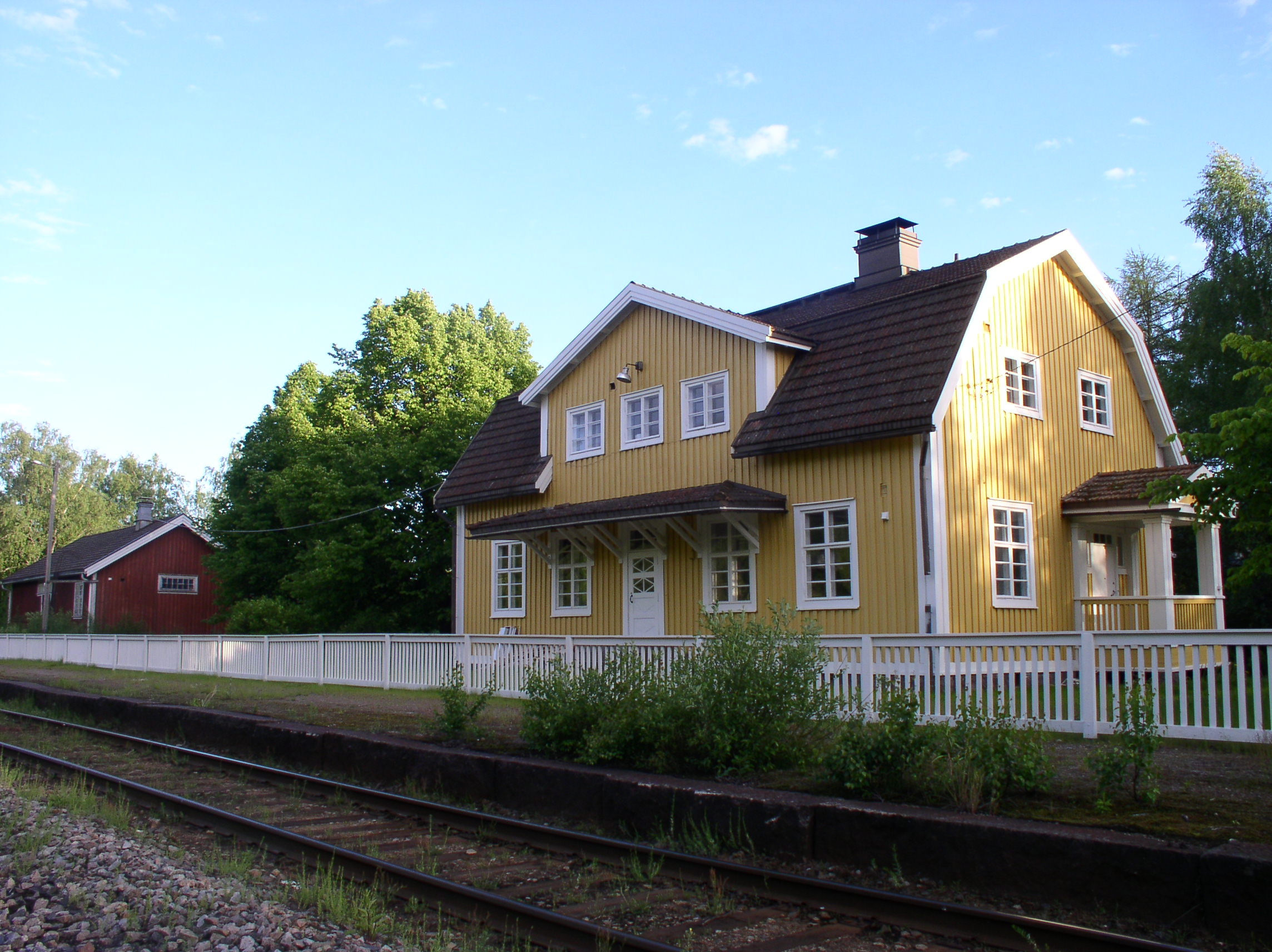

- Pertti Karppinen (1953), roeier